# Associazione Sportiva Dilettantistica Napoli Calcio Femminile 2015-2016
Questa voce raccoglie le informazioni riguardanti l'ASD Napoli Calcio Femminile nelle competizioni ufficiali della stagione 2015-2016.

## Organigramma societario
Aggiornato al 5 marzo 2016.
- Lello Carlino - Presidente onorario
- Luciano Cimmino - Presidente onorario
- Italo Palmieri - Direttore generale
- Bruno Moriello - Direttore sportivo
- Mimmo Paesano - Team Manager
- Raffaele Riccio - Segretario
- Davide D'Amico, Dario Festa, Marco Tammaro, Luca Esposito, Giuseppe Guardascione - Consiglieri
- Carlo Zazzera - Addetto stampa
- Walter Pettinati - Webmaster

- Alessandro Riccio - Allenatore
- Riccardo De Lella - Direttore tecnico
- Enzo Di Costanzo - Coordinatore tecnico
- Maurizio Zavino - Preparatore atletico
- Gennaro Della Corte - Preparatore dei portieri
- Nino Catalano - Allenatore primavera

- Mario Ausiello - Medico sociale
- Martina Oliva - Masso-fisioterapista
- Carlo Ruosi - Ortopedico
- Letizio Lupo - Analista
- Franco Di Stasio - Odontoiatra

## Rosa
Rosa aggiornata al 5 marzo 2016.
| N. |                     | Ruolo | Calciatrice         |
| -- | ------------------- | ----- | ------------------- |
|    | Lituania (bandiera) | P     | Greta Kaseleyte'    |
|    | Italia (bandiera)   | P     | Alessia Parnoffi    |
|    | Italia (bandiera)   | P     | Chiara Sorbino      |
|    | Italia (bandiera)   | C     | Simona Aresu        |
|    | Italia (bandiera)   | C     | Giulia Asta         |
|    | Italia (bandiera)   | D     | Paola Cuciniello    |
|    | Italia (bandiera)   | D     | Paola Di Marino     |
|    | Italia (bandiera)   | D     | Raffaella Giuliano  |
|    | Italia (bandiera)   | D     | Katia Musella       |
|    | Italia (bandiera)   | D     | Anna Papillo        |
|    | Italia (bandiera)   | D     | Maria Rosaria Russo |
|    | Italia (bandiera)   | D     | Serenella Sabatino  |

| N. |                   | Ruolo | Calciatrice         |
| -- | ----------------- | ----- | ------------------- |
|    | Italia (bandiera) | D     | Emanuela Schioppo   |
|    | Italia (bandiera) | C     | Anna Cafiero        |
|    | Italia (bandiera) | C     | Benedetta De Biase  |
|    | Italia (bandiera) | C     | Luisa Esposito      |
|    | Italia (bandiera) | C     | Valentina Esposito  |
|    | Italia (bandiera) | C     | Natasha Marino      |
|    | Italia (bandiera) | C     | Giuseppina Moraca   |
|    | Italia (bandiera) | A     | Rossella Cuomo      |
|    | Italia (bandiera) | A     | Chiara Lanzetta     |
|    | Italia (bandiera) | A     | Azzurra Massa       |
|    | Italia (bandiera) | A     | Alessia Tagliaferri |
|    | Italia (bandiera) | A     | Fabiana Vecchione   |

## Risultati

### Coppa Italia

#### Turno preliminare
Triangolare H
| Arbitro: | Alberto Arena (Torre del Greco) |

|                                 |           |                              |
| Galluccio 24’ C. Ciccarelli 41’ | Marcatori | 42’ Giuliano 50’ Tagliaferri |

| Arbitro: | Di Giovanni (Caserta) |

|               |           |  |
| Vecchione 55’ | Marcatori |  |

#### Sedicesimi di finale
| Bitetto 15 novembre 2015, ore 14:30 CET         | Pink Sport Time | 1 – 0 referto | Napoli | Campo Antonio Antonucci |
| \| \| \| \| \| Privitera 43’ \| Marcatori \| \| |                 |               |        |                         |
|                                                 |                 |               |        |                         |
| Privitera 43’                                   | Marcatori       |               |        |                         |